# Bonifacio Pinedo (actor)

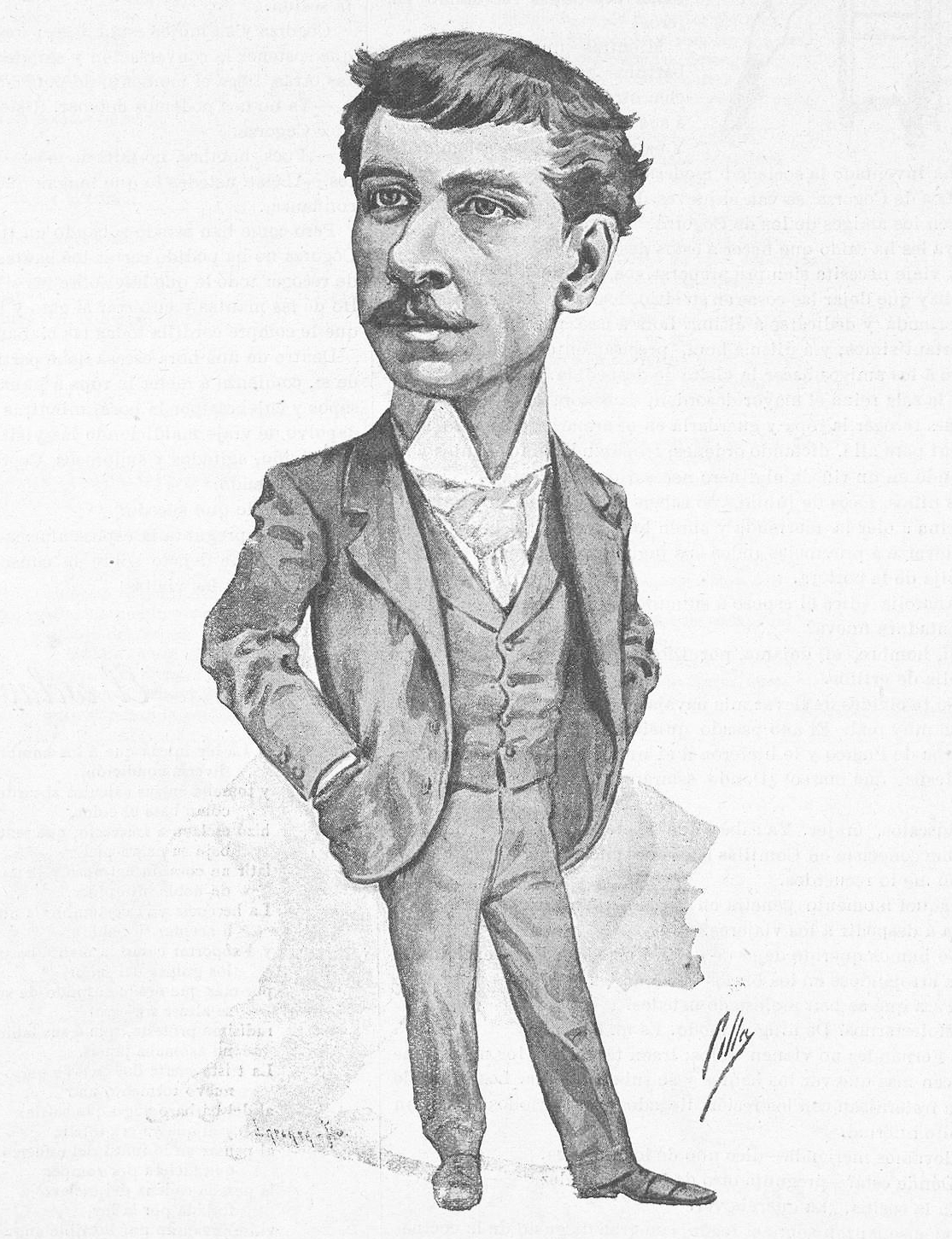
Caricaturizado por Cilla en Madrid Cómico (1896)

Bonifacio Pinedo Martínez (Logroño, 1863-Barcelona, 6 de diciembre de 1908) fue un actor cómico y cantante español especializado en el género chico.

## Biografía
Nacido en 1863 en Logroño, pasó su infancia en su ciudad natal educándose con el maestro Tiburcio Martínez Alesón, e inició su carrera dramática en Barcelona. En 1883 figura ya trabajando en el teatro Recoletos de Madrid dentro del género chico. Después de que Guillermo Cereceda, "músico notable, empresario inteligente y el número uno de los directores de escena" lo convenciera para pasarse al "género grande" como barítono, realizó algunas temporadas en el teatro del Circo y en provincias, actuando luego en el teatro del Príncipe Alfonso y el teatro Eslava. En sus últimos años volvió al género chico. 
Destacó en la zarzuela y la opereta francesa ("aderezada", en castellano), con obras como Rip Rip, La Mascota y Las Campanas de Carrión. Su Bonifacio de I comici tronati; Gedeón de Cuadros disolventes (1896); el Don Agapito de San Juan de Luz; el Luis Alonso de Las Bodas de Luis Alonso se consideran algunas de sus creaciones más personales. Estuvo en el Apolo de Madrid, con aplaudidas interpretaciones del "Tarugo" en El puñao de rosas (1902) y el "don Alonso de Pimentel" en La venta de Don Quijote (1903). Al final de sus días fue director artístico del teatro Gran Vía de Barcelona. Una terrible enfermedad le aquejó los últimos dos años de sus vida, al cabo de los cuales murió en Barcelona en 1908, un 6 de diciembre.
Escribió en colaboración el libreto de un par de zarzuelas: El veterano. Zarzuela original, en un acto y tres cuadros, en prosa y verso con música de José María Alvira y Almech (1864-1936) y letra de Alfonso Benito Alfaro (Madrid: R. Velasco, 1902), y El rosario de coral, zarzuela en prosa y verso de Celedonio José de Arpe -y Bonifacio Pinedo- con música de Agustín Pérez Soriano (1840-1907), Madrid, 1905. También con su coterráneo riojano, el escritor Alfonso Benito Alfaro, escribió la comedia El borrón de tinta.

## Testimonios
Una cuarteta en el Madrid Cómico lo retrata así:
El autor que tenga miedo
que le dé un papel a él;
que, haciendo un papel Pinedo
saldrá bordado el papel
"Era un barítono de voz corta (pero bien timbrada) que emitía con exquisito gusto y, sobre todo, un actor de atildadas y elegantes maneras, que ennobleció el género chico cuando pasó a él" dice el artículo necrológico que le consagró La Rioja (8 de diciembre de 1908). Los críticos destacaron también su gran flexibilidad y adaptación a todos los géneros. 
Por su parte, el pedagogo e historiador José Deleito y Piñuela dice de él en 1949: Creo que Pinedo fue el mejor intérprete de género chico que hubo jamás, pues lo reunía todo: gracia, voz (poco frecuente en las principales figuras de aquél) y flexibilidad para las más varias y opuestas caracterizaciones, desde el tipo grotesco, apaletado o chulo (habitual en el género) hasta el elegante "dandy."